# 小行星2539
小行星2539（2539 Ningxia），又称为宁夏星，是由紫金山天文台在1964年10月8日发现的主带小行星。
該小行星以中国的省份宁夏回族自治区命名。